# Ernst Pringsheim junior
Ernst Georg Pringsheim (* 26. Oktober 1881 in Breslau; † 26. Dezember 1970 in Hannover) war ein deutscher Naturwissenschaftler und Pflanzenphysiologe und Professor für Biochemie und Botanik in Berlin, Prag und Cambridge und Göttingen. Sein offizielles botanisches Autorenkürzel lautet „E.G.Pringsh.“.

## Leben und Wirken
Ernst Pringsheim entstammte der deutsch-jüdischen Kaufmannsfamilie Pringsheim aus Schlesien. Er war der Sohn von Hugo Pringsheim (1845–1915) und Hedwig Johanna Heymann (1856–1938). Seine Brüder waren Hans und Fritz Pringsheim. Er heiratete in Leipzig am 18. März 1907 Lily Chun (1887–1954), die Tochter des Professors Carl Chun. Die Ehe, aus der fünf Kinder stammen, wurde 1921 geschieden. In zweiter Ehe heiratete Pringsheim am 16. Juli 1929 in Prag die Apothekerin Olga Zimmermann (1902–1992).
Ernst Pringsheim besuchte das Realgymnasium in Breslau bis zum Abitur 1902. Anschließend studierte er an den Universitäten in München, Breslau und 1904 bis 1906 in Leipzig Naturwissenschaften, vor allem Botanik, Zoologie und Chemie. Durch seinen Doktorvater Wilhelm Pfeffer wurde er zu physiologischen Studien angeregt. 1905 promovierte Pringsheim in Leipzig.
1906 wurde Pringsheim Assistent am Pflanzenphysiologischen Institut in Breslau, wechselte jedoch noch im selben Jahr in gleicher Stellung an das Botanische Institut der Universität Halle. 1909 habilitierte er sich hier für Botanik und veröffentlichte 1912 eine vielbeachtete Monografie über die Reizbewegungen der Pflanzen.
Bei Beginn des Ersten Weltkriegs nahm Ernst Pringsheim in Halle eine Tätigkeit im Hygienischen Institut an, ab Februar 1916 arbeitete er im Hygienischen Institut der Universität Greifswald. Im September 1916 wurde er dort entlassen.
Sofort zum Militärdienst eingezogen, war er in den folgenden Jahren Sanitätssoldat, später als Bakteriologe beim beratenden Hygieniker der 5. Armee. Unmittelbar nach seiner Rückkehr vertrat er den planmäßigen Extraordinarius, von 1920 bis 1923 war er außerordentlicher Professor der Universität Berlin.
1923 erhielt Ernst Pringsheim ein besoldetes Extraordinariat an der deutschen Universität Prag, 1924 wurde er dort zum ordentlichen Professor und Direktor des Pflanzenphysiologischen Instituts berufen. In Prag beschäftigte er sich vor allem – wie sein Vorfahr Nathanael Pringsheim (1823–1894) – mit der Züchtung von Algen und wurde gemeinsam mit Victor Czurda und Felix Mainx zum Pionier seines Fachs. Er hatte zwischenzeitlich auch die tschechische Staatsbürgerschaft angenommen. Im Jahr 1932 wurde er zum Mitglied der Leopoldina gewählt.
Im Dezember 1932 erhielt Pringsheim einen Ruf des Preußischen Kultusministeriums auf einen Lehrstuhl für Botanik an der Goethe-Universität in Frankfurt. Nach der nationalsozialistischen Machtergreifung kam es aber nicht mehr zu seiner Bestallung. Zwar wird er im Vorlesungsverzeichnis für das Sommersemester 1933 noch als ordentlicher Professor aufgeführt, doch tatsächlich durfte er aus sogenannten rassischen Gründen seinen Dienst in Frankfurt nicht antreten.
Über das, was auf diesen verhinderten Ruf folgt, drückt sich Pringsheim in seiner autobiographischen Skizze recht vage aus. Er konnte aber offenbar auf seine Prager Stelle zurückkehren: „So mußte ich zufrieden sein, weiter in Prag zu leben, wo wir noch fünf Jahre einige Sicherheit genossen, bis ich vor Weihnachten 1938 von den tschechischen Behörden, bevor noch die Deutschen einmarschiert waren, meines Lehrstuhls beraubt wurde, um einem Nazi-Nachfolger Platz zu machen. Ich ging mit Frau und Kind ‚auf Urlaub‘ nach England. Man sagte mir die Weiterzahlung des Gehaltes zu, die ich aber nicht bekommen habe, ebensowenig die Pension, für die ich 18 Jahre lang eingezahlt hatte.“
Nach der Emigration fand Pringsheim 1939 eine Anstellung als Kurator des Culture Centre of Algae and Protozoa in Cambridge, heute mit Sitz in Oban in Großbritannien. 1951 emeritiert, forschte Ernst Pringsheim bis 1953 in den Strangeway Laboratories in Cambridge weiter.
1953 kehrte er als Honorarprofessor der Universität Göttingen nach Deutschland zurück, baute auch dort die Algensammlung der Universität Göttingen auf und veröffentlichte weiterhin Schriften zur Physiologie der Algen. 1962 wurde er zum korrespondierenden Mitglied der Akademie der Wissenschaften zu Göttingen gewählt.